# Lernaeenicus longiventris
Lernaeenicus longiventris är en kräftdjursart som beskrevs av C. B. Wilson 1917. Lernaeenicus longiventris ingår i släktet Lernaeenicus och familjen Pennellidae. Inga underarter finns listade i Catalogue of Life.